# Duriatitan
Duriatitan ("titán z Dorsetu") byl rod vývojově pokročilého sauropodního dinosaura ze skupiny Titanosauria, který žil v období pozdní jury na území dnešní Anglie (souvrství Kimmeridge Clay). Duriatitan zřejmě dosahoval délky kolem 25 metrů a hmotnosti přibližně 20 tun.

## Historie a popis
Fosilie tohoto dinosaura sestávají z kostí přední levé končetiny (pažní kost o délce 1,5 metru, kat. ozn. BMNH 44635). Typový druh D. humerocristatus byl popsán paleontologem Johnem Hulkem v roce 1874 jako nový druh rodu Cetiosaurus. Nové rodové jméno tomuto dinosaurovi přiřadili roku 2010 paleontologové Paul M. Barrett, Roger B.J. Benson a Paul Upchurch.